# سو اون کوانگ
سو اون کوانگ (کره‌ای: 서은광؛ انگلیسی: Seo Eun-kwang؛ زادهٔ ۲۲ نوامبر ۱۹۹۰) که به سادگی با نام اون‌کوانگ شناخته می‌شود، خواننده، بازیگر موزیکال اهل کره جنوبی و لیدر و وکالیست اصلی گروه پسرانهٔ کره‌ای بی‌توبی است.